# Bình Hồ
Bình Hồ (chữ Hán phồn thể: 平湖市, chữ Hán giản thể: 平湖市, âm Hán Việt: Bình Hồ thị) là một thành phố cấp huyện thuộc địa cấp thị Gia Hưng, tỉnh Chiết Giang, Cộng hòa Nhân dân Trung Hoa. Thành phố Bình Hồ có diện tích 536 km², dân số năm 2002 là 480.000 người. Mã số bưu chính là 314200, mã vùng điện thoại là 0573. Về mặt hành chính, thành phố Bình Hồ được chia ra 3 nhai đạo, 7 trấn. 
- Nhai đạo: Chung Đại, Đương Hồ, Tào Kiều.
- Trấn: Sạ Phổ, Tân Đại, Tân Thương, Hoàng Cô, Toàn Đường, Quảng Trần, Lâm Đại.